# Szamócasodrómoly
A szamócasodrómoly (Ancylis comptana) a valódi lepkék (Glossata) alrendjébe tartozó sodrómolyfélék (Tortricidae) családjának a Kárpát-medencében is honos faja.

## Elterjedése, élőhelye
Európa nagy részén és Ázsiában Szibériáig, valamint Kínában és Koreában honos. Észak-
Amerikában, ahová valószínűleg úgy hurcolták be, Kaliforniában és Kanadában telepedett meg.

## Megjelenése
Szárnyai barna-rókavörös és sárga színek tarkázzák. A szárny fesztávolsága 11–14 mm.

## Életmódja
Az éghajlattól és az időjárástól függően egy évben 2–4 nemzedéke kel ki. A Kárpát-medencében három nemzedéke van úgy, hogy a kifejlett hernyók telelnek át a tápnövény levelei között, sűrű, fehér szövedékben. Azok a hernyók, amelyek ősszel nem tudnak kifejlődni, áttelelnek ugyan, de tavasszal hernyóként vagy bábként elpusztulnak.
Az áttelelt hernyók tavasszal korán bebábozódnak, majd a áprilisban és májusban rajzanak. Az új nemzedék hernyói már május elején megjelenhetnek, és megtámadják tápnövényüket. A fiatal hernyók a levél fonákán a főér vagy valamelyik mellékér mentén szövedék védelmében hámozgatnak úgy, hogy csak a levél színe felőli epidermiszt hagyják meg. Gyakran összeszőtt a levelek közé veszik be magukat. L1–L2 fokozatú hernyók jelenléte nem feltűnő, mert nem sodorják össze a leveleket. Az első nyári lepkerajzás június végére–július elejére esik, az ennek petéiből kikelő hernyók nyáron táplálkoznak. A második nyári lepkerajzás augusztusban–szeptember elején esedékes, és ezek hernyói a nyár végén–ősszel károsítanak.
Elsősorban a gyepszintben élő faj, aminek fő tápnövénye a szamóca (Fragaria sp.), de Magyarországon kinevelték málna- és szederfélékről (Rubus) és őszi vérfűről (csabaíre vérfű, Sanguisorba minor) is. A nemzetközi szakirodalom számos más tápnövényét is közli:
- málna,
- ribiszke,
- rózsa,
- pimpó (Potentilla sp.),
- kakukkfű (Thymus sp.),
- gamandor (Teucrium),
- magcsákó (Dryas).

A Kárpát-medencében a szamóca kártevőjeként ismerjük. Mivel három nemzedéke van, a kártétel meglehetősen elhúzódhat. Nemzetközi adatok szerint a bokorrózsát is károsíthatja.

## Külső hivatkozások
- Mészáros Zoltán – Szabóky Csaba: A magyarországi molylepkék gyakorlati albuma. Budapest: Agroinform. 2005.  arch Hozzáférés: 2018. április 6. (PDF)